# Горнолыжный спорт на зимних Олимпийских играх 1976
Соревнования по горнолыжному спорту на зимних Олимпийских играх 1976 года прошли с 5 по 13 февраля. Соревнования по скоростному спуску проходили на горе Пачеркофель, по остальным видам — возле деревни Аксамер Лицум. Данные соревнования одновременно считались соревнованиями 24-го чемпионата мира по горнолыжному спорту.

## Общий медальный зачёт
| Место | Страна      | Золото | Серебро | Бронза | Всего |
| ----- | ----------- | ------ | ------- | ------ | ----- |
| 1     | ФРГ         | 2      | 1       | 0      | 3     |
| 2     | Италия      | 1      | 2       | 1      | 4     |
| 3     | Швейцария   | 1      | 2       | 0      | 3     |
| 4     | Австрия     | 1      | 1       | 0      | 2     |
| 5     | Канада      | 1      | 0       | 0      | 1     |
| 6     | США         | 0      | 1       | 0      | 1     |
| 6     | Швеция      | 0      | 1       | 0      | 1     |
| 8     | Лихтенштейн | 0      | 0       | 2      | 2     |
| 9     | Франция     | 0      | 0       | 1      | 1     |

## Медалисты

### Мужчины
| Вид               | Золото                | Серебро                 | Бронза                      |
| ----------------- | --------------------- | ----------------------- | --------------------------- |
| Скоростной спуск  | Франц Кламмер Австрия | Бернард Русси Швейцария | Херберт Планк Италия        |
| Гигантский слалом | Хайни Хемми Швейцария | Эрнст Год Швейцария     | Ингемар Стенмарк Швеция     |
| Слалом            | Пьеро Грос Италия     | Густав Тёни Италия      | Вилли Фроммельт Лихтенштейн |

### Женщины

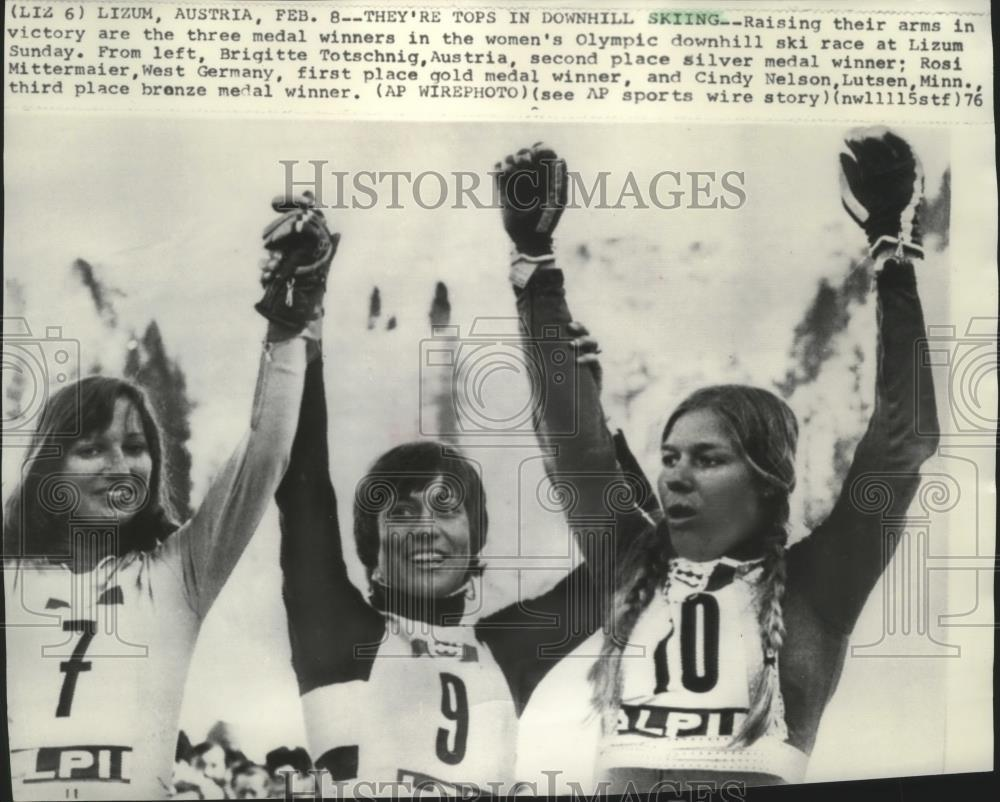
Призёры в скоростном спуске (слева направо): Бригитте Точниг, Рози Миттермайер, Синди Нельсон

| Вид               | Золото               | Серебро                 | Бронза                    |
| ----------------- | -------------------- | ----------------------- | ------------------------- |
| Скоростной спуск  | Рози Миттермайер ФРГ | Бригитте Точниг Австрия | Синди Нельсон США         |
| Гигантский слалом | Кэти Крайнер Канада  | Рози Миттермайер ФРГ    | Даниэль Дебернар Франция  |
| Слалом            | Рози Миттермайер ФРГ | Клаудия Джордани Италия | Ханни Венцель Лихтенштейн |

## Итоги Чемпионата мира
Олимпийские результаты также считались результатами чемпионата мира. В связи с тем, что после введения в 1952 году гигантского слалома из олимпийской программы была исключена комбинация, медали за комбинацию выдавались ФИС на основании результатов, показанных в трёх олимпийских видах.

### Комбинация

#### Мужчины
| Место | Спортсмен                | Страна      | Очки  |
| ----- | ------------------------ | ----------- | ----- |
| 1     | Густав Тёни              | Италия      | 24,62 |
| 2     | Вилли Фроммельт          | Лихтенштейн | 48,97 |
| 3     | Грегори Джоунс           | США         | 65,84 |
| 4     | Вольфганг Юнгингер       | ФРГ         | 70,63 |
| 5     | Андреас Венцель          | Лихтенштейн | 75,85 |
| 6     | Франсиско Фернандес-Очоа | Испания     | 90,09 |

#### Женщины
| Место | Спортсменка          | Страна       | Очки  |
| ----- | -------------------- | ------------ | ----- |
| 1     | Роземари Миттермайер | ФРГ          | 0,84  |
| 2     | Даниэль Дебернар     | Франция      | 29,22 |
| 3     | Ханни Венцель        | Лихтенштейн  | 46,00 |
| 4     | Синтия Нельсон       | США          | 66,28 |
| 5     | Урсула Концетт       | Лихтенштейн  | 81,13 |
| 6     | Дагмар Кузманова     | Чехословакия | 89,74 |